# Batang Hari (Semidang Aji)
Batang Hari is een bestuurslaag in het regentschap Ogan Komering Ulu van de provincie Zuid-Sumatra, Indonesië. Batang Hari telt 1878 inwoners (volkstelling 2010).